# Rebelión de Jmelnitski
La rebelión de Jmelnitski (también conocida como levantamiento de Jmelnitski o Chmielnicki) fue una insurrección de los territorios de la actual Ucrania que tuvo lugar entre 1648 y 1657. En la historiografía ucraniana, en particular en la Enciclopedia de la Historia de Ucrania (en) y la Enciclopedia de Ucrania (en), esta rebelión se denomina  «Revolución nacional», «Revolución nacional de Ucrania del siglo XVII» así como «Jmelnýchyna».
En la historiografía soviética y, en particular en la Gran Enciclopedia Soviética, se la denomina "Guerra de Liberación del Pueblo Ucraniano" y, en la Gran Enciclopedia Rusa, "Guerra de Liberación de los pueblos ucraniano y bielorruso".
Fue encabezada por Bogdán Jmelnitski, atamán de los Cosacos de Zaporiyia, cuyo ejército colaboró con el ejército de los tártaros de Crimea (hasta 1651) y con los campesinos y burgueses ucranianos de fe ortodoxa. Los rebeldes libraron varias batallas contra los ejércitos y la desorganizada milicia de la Mancomunidad Polaco-Lituana, y erradicaron el control de la szlachta polaca, los sacerdotes católico-romanos y sus intermediarios judíos (arrendadores) en la zona.
La rebelión tuvo lugar en las tierras de la Sich de Zaporiyia (la mayor parte del intervalo del río Bug Meridional y el río Dniéper), una parte significativa de la Provincia de la Pequeña Polonia de la Corona del Reino de Polonia (principalmente los voivodatos de Kiev, Cherníhiv, Bratslav y Podolsk), así como (hasta 1651), en el Gran Ducado de Lituania : Minsk, Berestéyskoe, Mstislávskoe y el voivodato de Smolensk. Se llevó a cabo bajo las consignas de liberación de la opresión social, nacional y religiosa del pueblo ucraniano.
La rebelión se inició como una revuelta de la nobleza cosaca, aunque otros sectores como la Iglesia ortodoxa, campesinos, burgueses y la pequeña nobleza se unieron a ella, con el objetivo último de crear un estado cosaco autónomo. La rebelión consiguió el fin de la influencia de la Mancomunidad sobre las tierras cosacas, pero efectivamente transfirió estos territorios de la esfera polaca a la influencia rusa. Con posterioridad, debilitados por conflictos internos y hostilidades con los suecos y el Zarato moscovita, el poder de la Mancomunidad se vio considerablemente debilitado en ese periodo (conocida esa etapa en la historia polaca como «El Diluvio»).
Durante la rebelión, se calcula que perecieron unos cien mil judíos.

## Antecedentes

Control del territorio de Ucrania en 1600

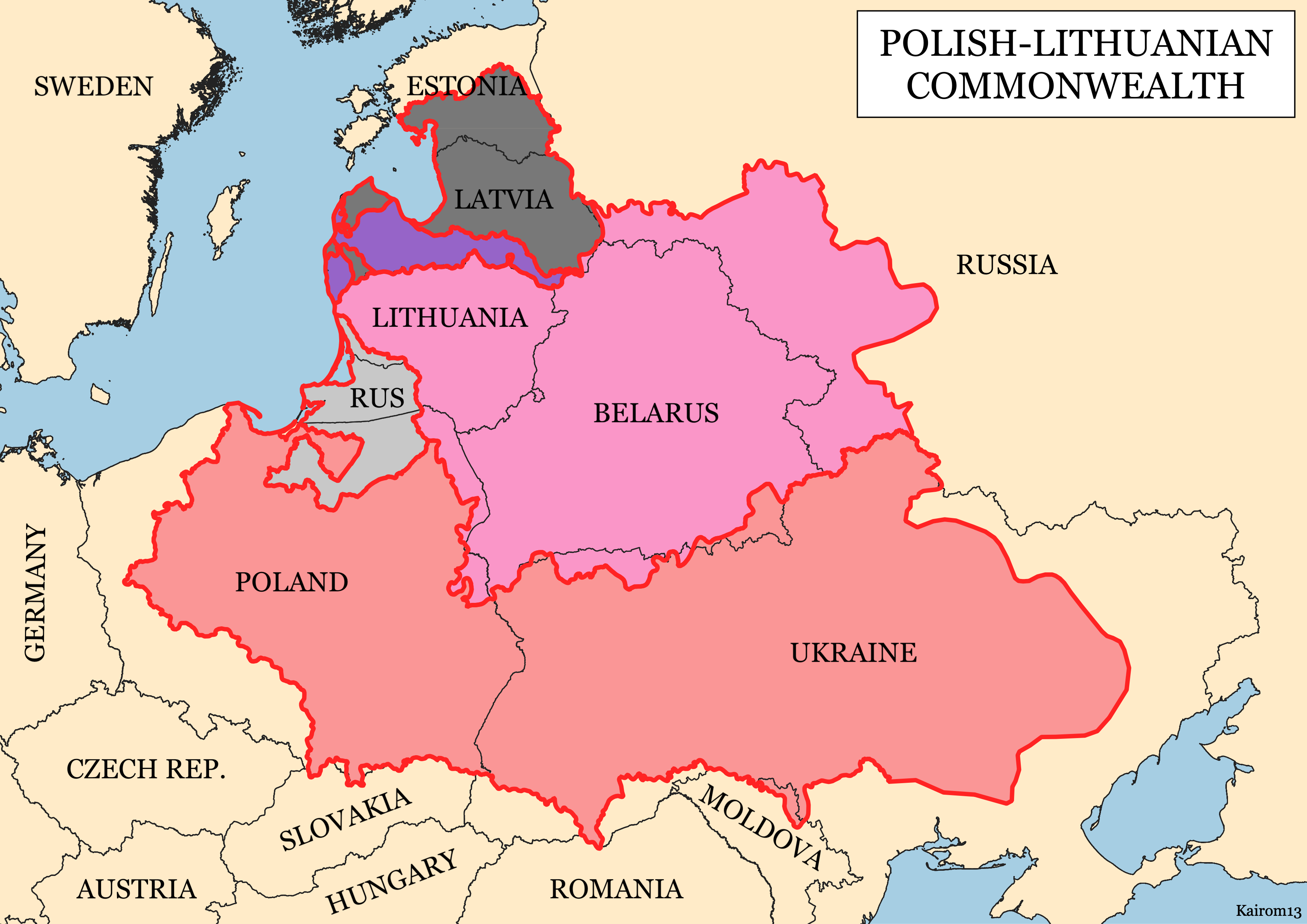
República de las Dos Naciones
Reino de Polonia

La explotación feudal por parte de los magnates polacos fue especialmente evidente en el territorio del sureste de la República de las Dos Naciones. Mediante violentas confiscaciones de tierras se crearon enormes latifundios de familias de magnates como: Koniecpolski, Potocki, Kalinowski, Zamoyski y otras.
Así, Estanislao Koniecpolski sólo en la región de Brátslav poseía 170 ciudades y pueblos. También poseía vastas tierras en la margen izquierda del río Dniéper.
Al mismo tiempo, crecieron las grandes propiedades de la nobleza rusa, que en ese momento habían adoptado la religión católica y se polonizaron. Estos incluían a los Wiśniowieckis, Kisely, Ostrogskis y otros. Los príncipes Vishnevetskis, a cuyos antepasados y parientes (Dmytró Vyshnevetsky, Glinsky, Ruzhinsky, Dashkévich) se encontraban entre los fundadores y primeros atamanes del Ejército Zaporogo del Bajo Río Dniéper, pertenecieron, por ejemplo, casi toda el óblast de Poltava, entonces con 40 mil hogares campesinos y urbanos.
Todo esto fue acompañado por un aumento de los deberes campesinos, vulneración de sus derechos y opresión religiosa en relación con la sujeción a la Unión de Brest y la subordinación de la iglesia al trono romano. El ingeniero francés Guillaume Le Vasseur de Beauplan, que estuvo al servicio de Polonia desde principios de los años 1630 hasta 1648, señaló que los campesinos allí eran extremadamente pobres y se ven obligados a dar a su amo todo lo que quiere; su situación es “peor que la de los galeotes”.
Antes de la rebelión de Jmelnitski, en las décadas de 1620 y 1630, hubo numerosos disturbios y levantamientos de los cosacos, provocados por una reacción a las políticas injustas de los dirigentes de la República de las Dos Naciones, entre ellas:
- el levantamiento de Zhmailo de 1625;
- el levantamiento de Fedoróvich de 1630;
- la revuelta de Sulima de 1635;
- la revuelta de Pavlyuk de 1637 y
- los levantamientos de Ostryanin y Gunya de 1638.

Casi todos estos levantamientos fueron aplastados, a menudo por traición durante las negociaciones de paz. En respuesta a las solicitudes de los cosacos de reducir la opresión y detener políticas injustas, la opresión no hizo más que intensificarse.  Así entre 1638 y 1648. Durante el período de la "paz dorada", los representantes de la población ortodoxa fueron casi completamente excluidos incluso de los niveles medios del poder, lo que sólo aumentó el descontento de la mayor parte de la gente.

### El problema social
La composición social de las provincias (palatinados o voivodatos) de mayor población ucraniana (las de Kiev, Brátslav y Cherníhiv) era diferente de la de otros territorios de la República de las Dos Naciones. Mientras que la media de población que pertenecía a la nobleza (szlachta) en todo el país era del 8-10 %, en las provincias surorientales esta proporción era mucho menor. En el voivodato de Kiev, rondaba el 1 %. Esto limitaba el grupo de población favorable al sistema social polaco, en el que los nobles acaparaban los derechos frente al resto de la población. La nobleza se dividía además en dos grupos claramente diferentes: el reducidísimo de los grandes magnates con huestes propias y que acaparaban los principales cargos civiles y militares, y el resto, la pequeña nobleza. Entre los primeros se encontraban nobles como Jeremi Wiśniowiecki, que poseía treinta y ocho mil hogares y doscientos treinta mil siervos tan solo en la provincia de Kiev, o Estanislao Koniecpolski, que en el mismo palatinado tenía más de dieciocho mil hogares y sesenta y cuatro mil siervos. En las provincias del oeste, en la Gran Polonia, los latifundios eran menos comunes e influyentes en la política regional. A diferencia de estas, las provincias ucranianas habían pertenecido hasta 1569 al Gran Ducado de Lituania y por ello no habían participado en los movimientos de defensa de sus derechos de la baja nobleza polaca. En las tres provincias señaladas, los grandes terratenientes se comportaban como reyezuelos, cuya protección buscaban tanto los miembros de la baja nobleza de la región como los funcionarios reales. La gran nobleza de las provincias ucranianas debía su poder a su influencia en la corte real, su dominio de la administración local, sus contingentes militares y a la hábil manipulación de los jefes y regimientos cosacos. Dominaba además las pequeñas ciudades situadas en sus tierras, sometidas a una explotación creciente.
En esta posición de inferioridad frente a los grandes, los aristócratas de la baja nobleza de la zona, en su inmensa mayoría ortodoxos, establecieron estrechas relaciones con los cosacos, con los que les unían lazos culturales y sociales.
Los cosacos eran el producto de la particular situación del sureste de la Confederación, una zona fronteriza de frecuentes incursiones tártaras, mal defendida. Esta indefensión creó a finales del siglo XV un trasunto del tártaro musulmán: el cosaco cristiano, que adoptó de aquel la forma de vida, la de guerrear e incluso el atuendo. La mayoría de los cosacos carecía de ocupación o de morada fijas. Si algunos trabajaban estacionalmente en las poblaciones ucranianas, otros muchos llevaban una vida nómada, dedicados a la pesca, la caza o la ganadería trashumante, aunque solían invernar en las ciudades cercanas a la estepa. Como sus modelos musulmanes, los cosacos también llevaban a cabo incursiones de saqueo y atacaban a sus enemigos por tierra y mar, llegando incluso a asaltar lugares en Anatolia. El origen de los cosacos, que a principios del siglo XVII ya eran una casta militar en el seno de la Confederación polaco-lituana, era multicultural, si bien primaba el elemento ruteno. Su supervivencia se debió a la desidia estatal por la defensa de la zona, que continuó dependiendo de los cosacos ante la pasividad gubernamental. A la incuria militar estatal se sumaba además la delegación administrativa en prefectos que a menudo actuaban por su cuenta, sin obedecer las órdenes gubernamentales.

La Mancomunidad polaco-lituana en 1648, año en que estalló el levantamiento. Se aprecian los distintos palatinados (provincias), entre ellos los de la llamada Ucrania de entonces (Kiev, Brátslav/Breslov y Cherníhiv/Chernígov).

La introducción en la región de la servidumbre tras su cesión a Polonia en 1569 supuso además una amenaza para los cosacos, libres. Los nuevos grandes terratenientes veían en los cosacos un peligro, y trataron de hacerlos siervos. Los descontentos fueron concentrándose en la Sich de Zaporozhia, un campamento militar situado allende los rápidos del Dniéper que iba cambiando de una isla fluvial a otra según convenía y servía de fortaleza tanto frente a los tártaros y otomanos como ante la autoridad polaca. Tanto la Confederación como el imperio osmanlí veían con malos ojos esta especie de república de rebeldes, si bien ninguno fue capaz de acabar con ella. La Sich atraía tanto a aventureros como a siervos fugados. La extensión de la servidumbre se debió también a la expansión de la producción y la exportación de cereal, que se solía cultivar en las grandes haciendas señoriales, cuyos dueños tendían a ampliarlas y a someter a la población al trabajo forzoso para incrementar la cosecha. Esta expansión de la servidumbre atizó el descontento y con él el apoyo a las sucesivas revueltas cosacas de la primera mitad del siglo XVII.
A lo largo del siglo XVII, apareció además una casta superior entre los cosacos, la Starshyna, compuesta fundamentalmente por aquellos que pertenecían al Ejército real y eran por tanto soldados regulares. El número de estos dependía del Sejm (la Cámara Baja) y fluctuaba con la situación militar, aumentando en tiempos de guerra y menguando en los de paz. Aquellos licenciados en tiempos de paz, en general descontentos por haberlo sido, eran en general germen de revueltas. La situación había empeorado en 1638 con la implantación de una nueva Constitución que privaba de sus derechos a aquellos cosacos que dejaban el Ejército, a los que encuadraba con los campesinos. Otro motivo de disgusto era la exclusión de la Starshyna de las instituciones políticas de la nobleza polaco-lituana. Los delegados del ejército cosaco habían planteado la solicitud en las Cortes de 1632, que la rechazaron. El surgimiento del ejército cosaco dividió al mundo cosaco en tres grupos: el de los soldados regulares, el de los proscritos de la Sich y el resto, mayoritario, que oscilaba entre los otros dos.
El descontento originó varias revueltas en la década de 1630, que fueron sofocadas con severidad tanto por el ejército real como por los contingentes nobiliarios y que conllevaron la confiscación de las tierras de los rebeldes. En 1638 se promulgó además un nuevo reglamento para los regimientos cosacos, cuyas dotaciones fueron reducidas y cuyos mandos principales dejaron de ser elegidos por la tropa y pasaron a ser designados por el Gobierno. El tribunal especial adjunto al ejército y su Estado Mayor también fueron abolidos. Estas medidas pretendían someter finalmente al control gubernamental a los cosacos merced a la eliminación de la autonomía militar de sus regimientos y a la inclusión en la categoría de siervos de todos aquellos que no sirviesen en ellos, apenas seis mil soldados.
Estas reformas reforzaron temporalmente el poder de los magnates —no la autoridad real—, pero también acentuaron el disgusto de los cosacos, cuyos jefes entablaron negociaciones con los tártaros ya en 1645, y se fueron preparando para rebelarse. Los cosacos apoyaron los preparativos bélicos de Vladislao IV de 1646 contra los otomanos, que les hubiese permitido mejorar su situación en caso de victoria, pero fueron desbaratados por las Cortes, que vetaron la campaña. Para la nobleza, los tratos secretos entre los cosacos y el rey no eran más que maquinaciones para imponer un sistema absolutista; para los cosacos, suponían un medio para mitigar las severas medidas que se habían tomado contra ellos desde la rebelión de 1635. Por añadidura, la situación de los siervos en los palatinados ucranianos fue empeorando, salvo pasajeramente para los nuevos colonos asentados por los magnates, que quedaban exentos de ciertas obligaciones por algún tiempo. Los magnates también arrendaban fincas a miembros de la baja nobleza y judíos, que tendían a explotar a sus habitantes, tanto para pagar las rentas acordadas con los propietarios como en beneficio propio.

### El problema religioso
En la misma situación de inferioridad que los cosacos, paladines de la ortodoxia religiosa, frente a la nobleza polaco-lituana se encontraba el clero ortodoxo frente al católico. El Concilio de Brest de 1596 había tratado infructuosamente de unir las iglesias. El metropolitano de Kiev y la mayoría de la jerarquía ortodoxa había sido favorable a la unión, no así dos obispos y varios representantes de los monasterios y del clero menor. Ambos bandos se habían excomulgado mutuamente. El gobierno civil, por su parte, tomó partido abiertamente por la Iglesia uniata, a la que consideraba representante de todos los ortodoxos del país, pese a que los contrarios a la unión eran en realidad mayoritarios. La Iglesia ortodoxa contó además con el respaldo cosaco desde la segunda década del siglo XVII, apoyo que resultó fundamental para su supervivencia. Su suerte mejoró en 1632, cuando Vladislao IV admitió finalmente su existencia legal y reconoció a varios de sus obispos. Los planes del rey no lograron resolver el problema religioso, que suponía además un peligro para la autoridad de la Confederación por la influencia de los patriarcas de Constantinopla y de Moscú en la grey ortodoxa rutena.
Las revueltas cosacas de la década de 1630 emplearon cada vez más los lemas religiosos para justificarse, además de los de la defensa de las libertades amenazadas por los magnates, para ganarse el favor de la población.

## Alzamiento

### Estallido
El estallido de la revuelta tuvo su origen en un conflicto entre los polacos y Jmelnitski. Los agentes del stárosta de Chiguirín, liderados por el vicestárosta Daniel Czapliński (en), le quitaron la granja en Súbotiv al coronel registrado del Ejército de Zaporiyia: Bogdán Jmelnitski, arruinaron la granja, según algunos informes, inmovilizaron a su hijo de diez años hasta la muerte (en otras versiones, lo golpeó hasta casi matarlo) y esposó a la mujer con la que vivía tras la muerte de su esposa.
Después de eso, Jmelnitski comenzó a buscar tribunales y justicia para castigar a los culpables por estas atrocidades, pero los jueces polacos determinaron que no estaba debidamente casado y no tenía los documentos necesarios para la propiedad en Súbotiv. Luego, Jmelnitski fue a Czapliński para arreglar las cosas, pero fue arrojado a la prisión de Starostin, como "incitador", de donde sus amigos lo liberaron.
Un llamamiento personal al Rey Polaco Vladislao IV de Polonia, a quien Jmelnitski conocía desde tiempos anteriores, no tuvo éxito. No se encontraron documentos sobre el contenido de su conversación, pero, según la leyenda, el rey respondió: "Tienes tu sable...", insinuando el conocido derecho de la nobleza polaco-lituana a resolver disputas por la fuerza de armas.
En este contexto, Jmelnitski fue a Niz (las islas debajo de la Sich de Zaporiyia, que entonces estaba bajo control polaco), donde rápidamente reunió un destacamento de cazadores para ajustar cuentas con los polacos. Con su ayuda, Bogdán levantó a los cosacos de toda la Sich.

### Levantamiento y victorias militares de Jmelnitski (febrero-noviembre de 1648)
Jmelnitski, en realidad un antiguo oficial cosaco del ejército real, conservador y terrateniente, había sido despojado sus posesiones y su situación e impelido a refugiarse en la Sich de Zaporozhia a finales de 1647. Se granjeó numerosos partidarios y a comienzos de febrero de 1648 dominaba ya la Sich, con el cargo de atamán. Emprendió entonces una campaña de agitación por la región y forjó una alianza con los tártaros de Crimea. El gran atamán polaco, Mikołaj Potocki trató primero de que los cosacos regulares prendiesen a Jmelnitski y se hiciesen con la Sich y, tras fracasar, intentó atraérselo mediante la promesa del perdón, nuevamente en vano. Jmelnitski exigió en marzo el desmantelamiento del reglamento militar de 1638 y la retirada del ejército real de Ucrania, a lo que Potocki se negó. Por el momento el programa de los rebeldes era fundamentalmente autonomista y favorable al reforzamiento del poder del rey, que veían favorable a sus intereses y contrario al poder de la gran nobleza.
El rey prefería pactar con los insurrectos y permitir que luego emprendiesen una nueva incursión por el mar Negro, pero Potocki optó por tratar de sofocar el levantamiento por las armas. Jmelnitski debeló al ejército real en la batalla de Zhovti Vody (en) (11-16 de mayo de 1648) y luego en la batalla de Korsun (en) (26-27 de mayo de 1648). Apresó en esta segunda a los dos atamanes polacos: el gran atamán Mikołaj Potocki y el atamán de campo Marcin Kalinowski, que fueron entregados a los tártaros. Pronto controló las tres provincias surorientales.
Al alzamiento cosaco le siguió un levantamiento campesino a partir de mayo que Bogdán Jmelnitski aprovechó para eliminar la oligarquía noble que hasta entonces había dominado el sureste de la República de las Dos Naciones e implantar un nuevo gobierno dominado por los cosacos. El malestar social y el odio a los grandes nobles hicieron que en la rebelión participasen casi todos los grupos sociales de la región, desde la baja nobleza a los cosacos y los campesinos. Para sostenerse, la gran nobleza, carente de apoyos locales, tuvo que solicitarlos en el oeste. El levantamiento costó la vida a numerosos terratenientes, sacerdotes católicos y judíos.
Un representante de los rebeldes pactó un acuerdo mercantil y militar con el sultán en junio, en parte para controlar los desmanes de los tártaros que, pese a ser aliados, habían corrido Ucrania y hecho abundantes cautivos. Al mismo tiempo, Jmelnitski trató de evitar que Rusia interviniese militarmente: desde 1647 estaba obligada a acudir en socorro de la Confederación polaco-lituana si era atacada por los tártaros y las incursiones de estos sirvieron de justificación para la petición de auxilio que hicieron los polaco-lituanos a finales de mayo. Tampoco dejó de tratar con la Confederación, presentándose en todo momento como leal súbdito del rey, si bien enemigo de los magnates. Las exigencias tras la victorias de la primavera habían cambiado ligeramente, y ya incluían la devolución de las propiedades de la Iglesia ortodoxa, el aumento de las tropas regulares cosacas y ciertas compensaciones monetarias, pero seguían siendo relativamente moderadas y destinadas a alcanzar un concierto con las autoridades.

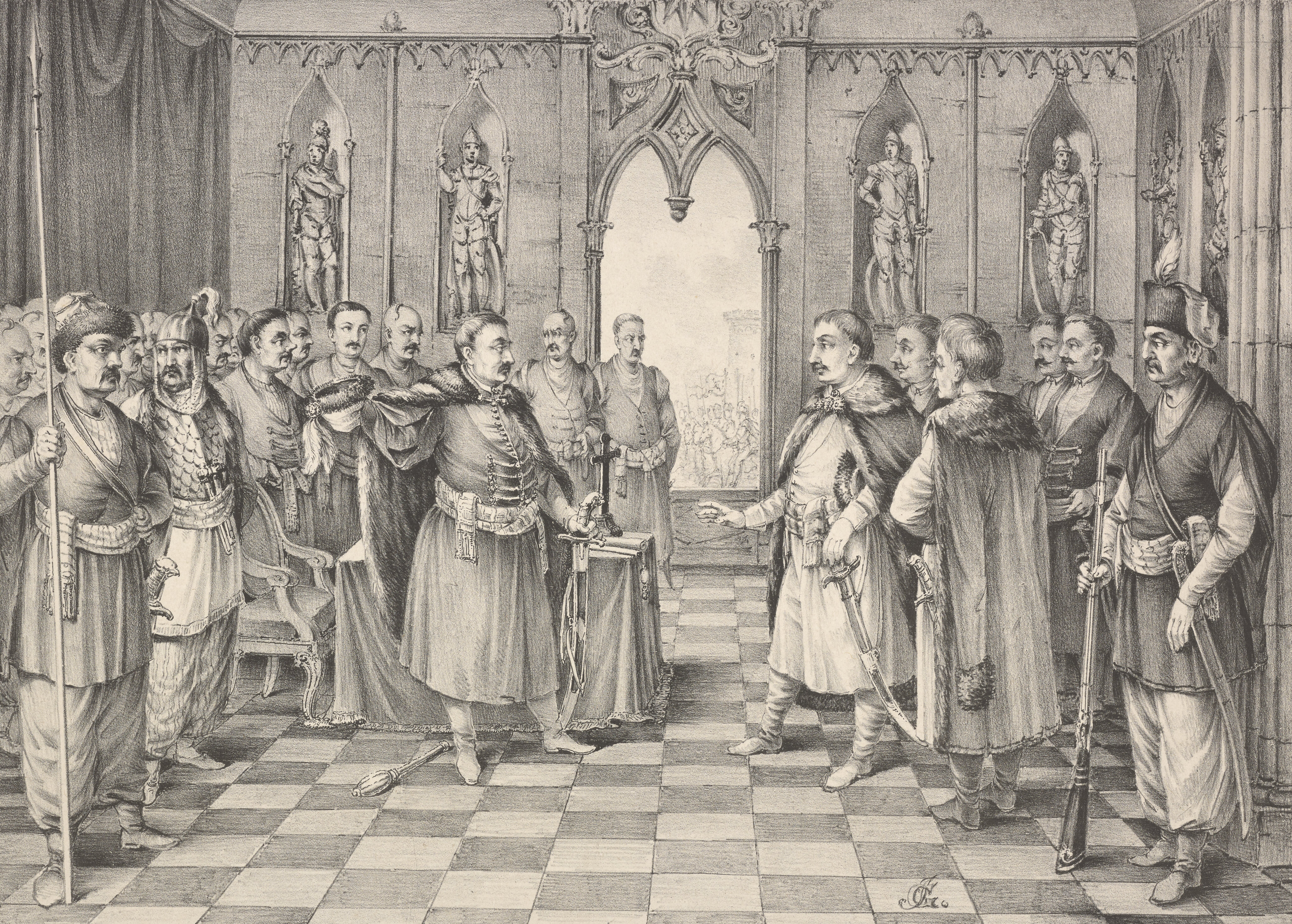
Recepción del enviado de Juan Casimiro por Jmelnitski en Zamość.

La nobleza de la Confederación se dividió en dos fracciones: la dispuesta a tratar con los rebeldes y la que deseaba aplastar el alzamiento mediante la violencia. El gran canciller polaco encabezaba la primera, que deseaba tratar con los cosacos, pero condicionar toda concesión a que sofocasen la rebelión de los siervos y rompiesen su liga con los tártaros. El segundo grupo, acaudillado por el palatino de Rutenia, Jarema Wisniowiecki, ruteno polonizado y converso al catolicismo, veía los pactos con los cosacos con temor, pues podían suponer la pérdida de sus amplias haciendas y sus siervos. Para esta fracción el levantamiento no era más que una insurrección de esclavos que había que aplastar con severidad. En principio se impuso el partido conciliador, que encargó las negociaciones con los rebeldes al prestigioso palatino de Brátslav, Ada Kisil, que gozaba de respeto tanto entre los cosacos como entre el clero ortodoxo. Kisil convenció a Jmelnitski para que enviase emisarios a Varsovia, dejase de avanzar e hiciese volver a Crimea a los tártaros, condiciones que este aceptó. Los representantes cosacos se presentaron en la capital a comienzos de julio y recibieron una primera respuesta a sus reclamaciones a finales de mes, fundamentalmente favorable al acuerdo, aunque con condiciones. Las Cortes despacharon una delegación a tratar con Jmelnitski al tiempo que preparaban un ejército; el atamán hizo lo propio: entabló negociaciones, pero al mismo tiempo atizó las rebeliones de los siervos, que debían entorpecer cualquier acción militar contra él. Además pactó con algunos nobles lituanos desafectos, en particular con el atamán de campo Janusz Radziwiłł, de manera que evitó que las tropas lituanas lo acometiesen en la zona polaca de la Confederación.
Los negociadores no habían podido reunirse en septiembre, pese a que los representantes gubernamentales llevaban para entonces mes y medio de viaje por la zona afectada por el levantamiento. La devastación que el ejército señorial de Wisniowiecki dejó tras de sí en su retirada de junio y julio a través de Polesia y Volinia puso fin al período sin combates que había seguido a la batalla de Korsun. Jmelnitski volvió a batir a los ejércitos reales en la batalla de Pyliavtsi del 23 de septiembre, en la que los reclutas polaco-lituanos volvieron a disolverse ante el enemigo, si bien no se apoderó de Leópolis. La batalla duró dos días y acabó con el aniquilamiento de las tropas regulares, las únicas que se mantuvieron firmes antes la huida de los nobles. El cerco de Leópolis duró del 6 al 26 de octubre, cuando los burgueses de la ciudad pagaron un oneroso rescate para ponerle fin. Seguidamente Jmelnitski se encaminó a Zamość, que sitió desde principios de noviembre.
Por entonces las Cortes estaban reunidas para elegir al nuevo soberano y el ánimo de los reunidos era fundamentalmente hostil a Ossolińsk y los conciliadores, a los que se culpaba de la derrota de Pyliavtsi. Dos hermanos del difunto Vladislao aspiraban al trono: Juan Casimiro, respaldado por los conciliadores, y Carlos Fernando, candidatos de sus contrincantes. El apoyo del atamán cosaco resultó crucial para la elección del primero; el segundo se retiró de la elección el 14 de noviembre.
En vez de avanzar con sus huestes hacia el oeste en un momento de grave crisis política —Vladislao IV había fallecido el 20 de mayo y el estado carecía de más ejércitos con los que detenerlo—, Jmelnitski detuvo la marcha y esperó la elección del nuevo rey, que aconteció finalmente el 17 de noviembre. Por entonces, esperaba del nuevo soberano que eliminase lo que consideraba tiranía de la gran nobleza; prometió ayudar a Juan Casimiro, pero esperaba de él que reformase el sistema político del Estado e instaurase uno absolutista. Juan Casimiro era por entonces el candidato de los moderados, dispuestos a tratar con los cosacos, mientras que los intransigentes, que abogaban por aplastar por la fuerza el levantamiento de Jmelnitski, preferían a Carlos Fernando, obispo de Breslavia. Jmelnitski no conquistó Leópolis para no debilitar la candidatura de Juan Casimiro y para evitar el reforzamiento de los extremistas. Estaba convencido de no poder destruir la Unión polaco-lituana, por lo que debía pactar con ella, a ser posible, con un nuevo rey dispuesto a la concertación, como Juan Casimiro. Su apoyo expreso a este fue lo que le permitió de hecho ser elegido finalmente rey.

### Negociaciones con el nuevo soberano polaco-lituano (noviembre de 1648-junio de 1649)

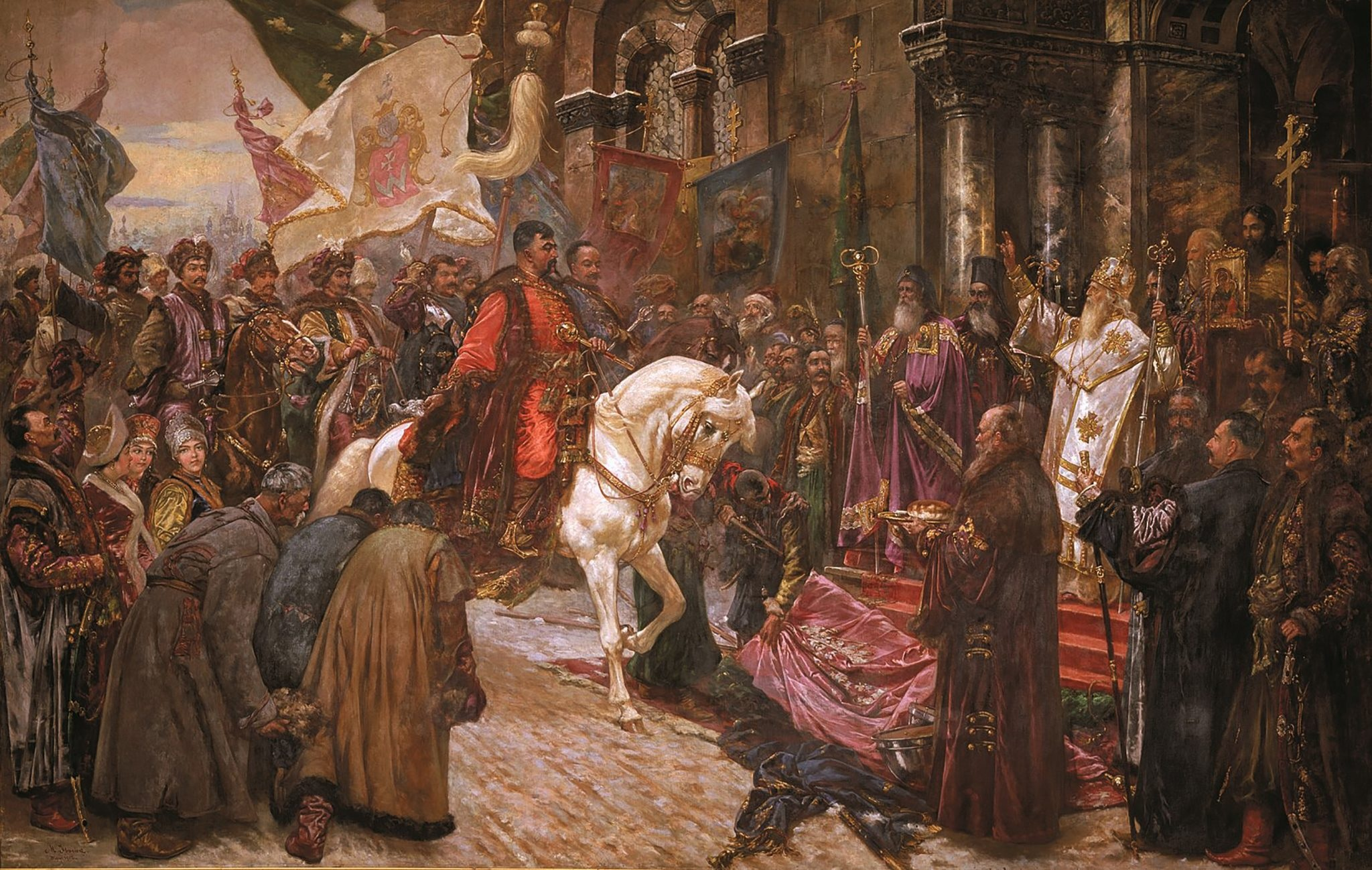
La entrada triunfal de Bohdán Jmelnitski en Kiev por Mykola Ivasiuk.

Elegido finalmente Juan Casimiro, comenzaron las negociaciones entre este y los rebeldes. Jmelnitski abandonó el asedio de Zamość a petición del rey y envió a sus aliados tártaros de vuelta a Crimea. De vuelta en Ucrania, el atamán fue recibido con alborozo en Kiev y radicalizó su posición, como quedó patente cuando la delegación polaco-lituana llegó por fin a la región a finales de febrero de 1649 para tratar con él. Jmelnitski se presentó como soberano de Rus y defensor de la fe ortodoxa y rehusó aplastar los levantamientos de los siervos y emprender campañas contra los tártaros y los otomanos; el único vínculo con la Confederación era su disposición a reconocer aún la autoridad de Juan Casimiro. Lo más que las partes lograron pactar fue una tregua hasta la fiesta de Pentecostés, en mayo.
Pese a que el rey estaba dispuesto a realizar algunas concesiones como restablecer los privilegios de toda la horda de los cosacos zaporogos y aumentar los poderes del atamán y los derechos de la Iglesia ortodoxa, no pudo entregar el gobierno de las provincias que ya señoreaba Jmelnitski al gobierno de los cosacos, por la rotunda oposición de la nobleza polaco-lituana. El cabecilla de la fracción belicista era el palatino de Rutenia, Jarema Wisniowiecki. El de la conciliadora, el gran canciller polaco Jerzy Ossoliński.
Por su parte, Jmelnitski también tenía presiones para no aceptar un acuerdo con el rey: parte de los rebeldes hubiesen tenido que regresar a sus aldeas y a su condición de siervos una vez concluida la rebelión. Lo apoyaban además en su rebeldía la jerarquía ortodoxa de las provincias, encabezada por el metropolitano de Kiev, y parte de la nobleza de la región. En el seno de la rebelión también existían hondas diferencias entre el grupo formado por los labradores y los cosacos de a pie y el compuesto por la nobleza alzada, la Starshyna y los monjes —de los que se escogían los cargos eclesiásticos ortodoxos—. Mientras el primero daba prioridad a los cambios sociales, el segundo estaba más interesado en los políticos, bien en pactar un nuevo reparto de poder con la Corona, bien en fundar un Estado independiente propio. Finalmente, las negociaciones fracasaron y continuó la guerra. La mancomunidad, sin embargo, no estaba preparada para las hostilidades y tenía verdaderas dificultades para reunir un gran ejército y más aún para pagarlo. Jmelnitski, por el contrario, había aprovechado los meses de tregua para preparar sus huestes y en junio se negó a seguir tratando y declaró la guerra. Dejó de reconocer también la autoridad de Juan Casimiro.

### Nuevos combates (junio-agosto de 1649)
Las primeras escaramuzas se libraron ya en mayo y obligaron a los polacos a replegarse a Zbárazh, en Podolia, a donde acudieron refuerzos reales y de Wisniowiecki. Los cosacos llegaron ante la fortaleza el 10 de julio y emprendieron su asedio, al tiempo que despachaban parte del ejército a proteger Ucrania de la prevista invasión lituana. Este ejército fue derrotado en Loeu, junto al Dniéper, el 31 de julio, pero los vencedores sufrieron tal cantidad de bajas que optaron por detener el avance hacia el sur. Otra parte del ejército cosaco, al mando del propio Jmelnitski y del kan tártaro, marchó hacia el oeste a interceptar a las fuerzas polacas que trataban de socorrer Zbárazh. Estas quedaron cercadas por el enemigo que, sin embargo, logró pactar con el kan tártaro, que el 18 obligó a Jmelnitski a parlamentar. Las dos partes alcanzaron un acuerdo en Zbóriv el 18 de agosto y el 22 los cosacos dejaron de sitiar Zbárazh, poniendo así fin a la campaña.
El pacto incluía disposiciones que afectaban exclusivamente a los cosacos y otras más generales. Entre las primeras estaba la restauración de los derechos de los zaporogos, el aumento de los cosacos regulares a cuarenta mil soldados, la delimitación de los territorios cosacos a los palatinados de Kiev, Brátslav y Chernígov aproximadamente, la prohibición de que el Ejército real y los judíos penetrasen en los territorios donde estuviesen acuartelados los regimientos cosacos, la concesión al atamán de la selección de la composición del ejército cosaco y la cesión a Jmelnitski del distrito de Chiguirín. Se proclamó además una amnistía general para los cosacos y sus partidarios. Se dispuso asimismo que una nueva sesión de las Cortes tratase la abolición de la Iglesia uniata y el resto de asuntos religiosos. El metropolitano de Kiev recibía un escaño en el Senado y los cargos de los tres palatinados rutenos quedaban restringidos a los nobles ortodoxos. Se prohibía a los jesuitas residir o fundar colegios en Ucrania. En conjunto, el pacto suponía la creación de una Ucrania autónoma sometida al gobierno militar del atamán. Las Cortes polaco-lituanas ratificaron el pacto en enero de 1650, aunque con ciertas enmiendas: el metropolitano hubo de renunciar a su escaño senatorial y la Iglesia uniata persistió, si bien en igualdad de derechos con la ortodoxa. Los principales perjudicados por el tratado fueron los siervos, a los que las dos partes firmantes no tenían intención de liberar y que no recibieron beneficios sustanciales del concierto. Los adversarios no habían quedado satisfechos con el pacto: el rey lo había aceptado por la apurada tesitura en la que se hallaba por los reveses militares y los cosacos por la amenaza tártara si no se concertaban con el enemigo. La insatisfacción hizo del tratado una mera tregua.

### Treguas deZbórivyBila Tserkva(septiembre de 1649-diciembre de 1653)
Los meses que siguieron las dos partes trataron de aplicar lo suscrito. El principal obstáculo fue el sometimiento de los siervos, contrarios a volver a quedar bajo la autoridad de la nobleza. Algunos huyeron al territorio ruso. El territorio cosaco quedó dividido en dieciséis unidades administrativas que correspondían a regimientos y que se subdividían en otras menores asignadas a centurias. Ciertos representantes de la junta general cosaca compartían los poderes ejecutivos y legislativos del atamán, generalmente en calidad de asesores.
Jmelnitski abordó una serie de maniobras para evitar las amenazas a la posición que ostentaba por parte de la Confederación, Rusia, el Imperio otomano y sus vasallos los tártaros de Crimea. Evitó cuidadosamente participar en los diversos planes bélicos contra ellos para no acabar con un equilibrio que le favorecía, salvo en la campaña contra Moldavia de septiembre de 1650, que propuso a los tártaros en vez de la prevista incursión contra Rusia. La expedición resultó un éxito: el príncipe Vasile Lupu perdió Iași y se tuvo que refugiar en Suceava, desde donde pactó con los invasores; Jmelnitski obtuvo la mano de la hija del moldavo para su hijo y un gran rescate.
Preparaba la reanudación de la guerra con la Confederación, para la que buscó aliados tanto en el país como fuera. Por su parte, la nobleza también endurecía su posición, como quedó patente en las sesiones de las Cortes de diciembre de 1650. La campaña en Moldavia agudizó las tensiones con el Gobierno de la Confederación, que en febrero de 1651 envió un ejército a apoderarse del voivodato de Brátslav. Poco después, en abril, Jmelnitski se hizo vasallo del sultán de Constantinopla.
Las hostilidades se reanudaron en junio de 1651, tras dos combates menores en Vínnitsa y Kamianets-Podilski, favorables a los cosacos. Estos no pudieron impedir, empero, la unión de los diversos contingente enemigos. Los polaco-lituanos batieron a los rebeldes en la batalla de Berestechko (28-30 de junio) y en la frontera lituano-ucraniana y ocuparon Kiev a principios de agosto, pero eran incapaces de sofocar definitivamente el alzamiento. Jmelnitski reunió un nuevo ejército con la colaboración de los tártaros y las operaciones continuaron hasta septiembre, cuando los dos bandos se agotaron. Jmelnitski solicitó parlamentar y Potocki se avino a ello; se firmó entonces una nueva tregua el 28 de septiembre. Esta resultó menos favorable a los cosacos. Las sucesivas treguas (la de Zbóriv de 1649 y la de Bila Tserkva de 1651) acababan siempre en la reanudación de las hostilidades ante la imposibilidad de pacto o de aplastamiento definitivo del levantamiento.
La vuelta de los nobles y la instalación de guarniciones reales en los palatinados ucranianos disgustó a parte de la población, que se trasladó a Rusia o se levantó en armas, no solo contra estos, sino también contra Jmelnitski, al que se culpaba del nuevo tratado y de lo que consideraban funestas consecuencias. Jmelnitski despachó unidades para colaborar con las autoridades y sofocar las revueltas. Por añadidura, las Cortes polaco-lituanas rehusaron ratificar el pacto de Bila Tserkva en febrero de 1652.
Las hostilidades se retomaron en junio, cuando el ejército real polaco trató de impedir que las fuerzas cosacas penetrasen en el vecino principado de Moldavia para obligar a su señor a cumplir el acuerdo matrimonial que Jmelnitski le había impuesto en la anterior invasión del territorio. De camino, los cosacos y tártaros vencieron al ejército real que intentó bloquearles el paso cerca de Batih el 2 de junio de 1652. Posteriormente marcharon a Moldavia e hicieron cumplir el pacto matrimonial (31 de agosto). Este desencadenó luego una guerra en la que participaron Transilvania y Valaquia y que acabó con la muerte del hijo de Jmelnitski y la rendición de las tropas cosacas que lo habían sostenido en Moldavia.
Las relaciones entre el Gobierno polaco-lituano y los rutenos se estancaron en el otoño de 1652, pues las dos partes se negaban a hacer concesiones: el primero rehusaba restaurar las condiciones de la tregua de Zbóriv y los segundos rechazaban aplicar las de Bila Tserkva. La falta de colaboración otomana y la escasa fiabilidad de la tártara hicieron que los cosacos empezasen a inclinarse por estrechar lazos con Moscú.
Un ejército polaco llevó a cabo correrías en Ucrania a principios de 1653. En marzo un ejército penetró en Podolia y otro en el voivodato de Kiev. Jmelnitski propuso negociar, pero ello no impidió que el ejército real se fuese aproximando y alcanzase Kamianets-Podilski en agosto. Luego se atrincheró en Zhvanets, confiando equivocadamente en que los tártaros no acudirían esta vez en auxilio de Jmelnitski. Los polaco-lituanos se avinieron a parlamentar con los tártaros, con los que finalmente firmaron la paz el 17 de diciembre; esta dispuso que Juan Casimiro pagase un tributo anual al kan. El acuerdo se hizo sin el concurso de los cosacos, que decidieron no cumplirlo y concertarse con Rusia.

## Entrada de Rusia en el conflicto
Jmelnitski sostuvo la rebelión durante seis años, pero los continuos intentos polaco-lituanos para sofocarla lo llevaron finalmente a solicitar el socorro de Rusia. En 1648, en medio de la elección del nuevo soberano de la república en la que el zar había albergado esperanzas de resultar escogido, esta había rehusado sostener a Jmelnitski para no ofender a los polaco-lituanos. El acuerdo entre los rebeldes y Rusia hizo de Ucrania casi un protectorado ruso desde 1654 hasta 1658.
El zar informó a Jmelnitski de su disposición a proteger Ucrania en julio de 1653; obtuvo el apoyo del Zemski Sobor en octubre y a continuación despachó una gran embajada al sur que llegó a Pereyáslav el 10 de enero de 1654. Jmelnitski y sus principales oficiales aprobaron el 18 del mes reconocer la autoridad del zar. Las negociaciones se prolongaron durante enero y febrero, cuando la embajada rusa regresó al norte tras haberlas concluido. A continuación una delegación cosaca acudió a Moscú, donde se firmó el Tratado de Pereyáslav, que extendió la protección del zar a los territorios ucranianos dominados por Jmelnitski, reconoció las disposiciones legales del territorio que afectaban a la Iglesia, los nobles y los villanos y los privilegios cosacos y otorgó el mando del ejército a Jmelnitski de por vida.
La corte polaco-lituana reaccionó con una serie de proclamas que trataban de granjearse partidarios en Ucrania entre aquellos renuentes a someterse a la autoridad de zar y con una nueva invasión desde el norte y el oeste. La occidental fue la más sangrienta: el ejército de Stanisław Potocki corrió la región entre Vínnitsa y Uman a sangre y fuego, sin más resultado que enconar el odio en la región y estrechar la liga entre los cosacos y Rusia. Los tártaros se coligaron con los polaco-lituanos en julio, como reacción a la nueva alianza entre Jmelnitski y Rusia. Los rusos, con apoyo cosaco, tomaron Smolensk durante el verano.
El ejército polaco-lituano emprendió una campaña invernal en octubre de 1654, cuando partió de Zbóriv y Ternópol para enfrentarse a los cosacos y recobrar el control de los palatinados de Podolia y Brátslav. Los tártaros se sumaron a las operaciones a principios de 1655 y el ejército conjunto se encontró con el enemigo en la batalla de Ojmátiv el 29 de enero, al que venció el 2 de febrero. Los cosacos y rusos lograron escapar con escasas pérdidas y el resto de la campaña consistió en la toma de varias fortalezas menores por parte de los vencedores de la batalla de Ojmatov y en pillaje de los campos por parte de los tártaros, que hicieron miles de cautivos. En marzo ya era patente que el intento de someter la región por la fuerza había fracasado. La inminente amenaza de una invasión sueca hizo que el rey y la nobleza de la Confederación se aviniesen a hacer una nueva oferta de paz a Jmelnitski. Las condiciones propuestas eran peores que lo acordado por Jmelnitski con Rusia y con la situación que disfrutaba, y la propuesta no detuvo los combates. Los cosacos y rusos batieron a los polacos en Horodok el 29 de septiembre y luego continuaron hasta Leópolis, que cercaron, y el río San. Para entonces los suecos ya habían emprendido la conquista del país por el norte (julio de 1655).
Esto precipitó el estallido de la guerra ruso-polaca de 1654-1667, en la que el zar Alejo pretendía apoderarse de la costa del mar Báltico. En consecuencia, las ofensivas rusas se concentraron en Lituania. Rusia contaba por entonces con un ejército mucho más moderno que el de décadas atrás, con más armas de fuego y la colaboración de oficiales y suboficiales que había contratado al concluir la guerra de los Treinta Años. Sus ejércitos eran, por añadidura, mucho mayores que los polaco-lituanos: los polacos contaban con unos veintidós mil soldados para hacer frente a los cuarenta mil rusos que les hicieron frente, pero los lituanos solo tenían unos ocho mil con los que detener a ochenta mil invasores. Ante tal desproporción el gran atamán lituano Janusz Radziwiłł tuvo que replegarse continuamente, permitiendo que el enemigo se apoderase de Smolensk, Pólotsk, Vítebsk y Maguilov. La intensa enemistad entre Radziwiłł y Juan Casimiro dificultó la defensa de Lituania: el rey se había visto obligado a nombrar gran atamán a su rival, pero hizo lo que pudo por minar su poder, traspasando parte del poder militar al jefe de la artillería y nombrando un atamán de campo hostil a Radziwiłł.
El avance ruso hacia Riga, Vilna (junio) y Jelgava desencadenó a su vez la intervención de Suecia, que también ansiaba apoderarse de los territorios de la costa báltica. Rusos y cosacos cercaron infructuosamente Leópolis desde septiembre hasta el 10 de noviembre de 1655. Vencieron además a los polacos en la batalla de Horodok, en el voivodato de Rutenia el 29 de septiembre.
Cuando los rusos firmaron un armisticio con Juan Casimiro, alarmados por los fulgurantes triunfos suecos, Jmelnitski los sustituyó como aliados por los suecos, prusianos y moldavos. Esta liga cuatripartita planeaba repartirse los territorios de la Mancomunidad polaco-lituana. Por su parte, Rusia, rechazada en su avance hacia el Báltico por los suecos (el cerco de Riga fracasó en octubre de 1656), concentró su interés en expandirse hacia el sur, por los territorios cosacos. Además de establecer guarniciones en algunas ciudades, atizaron el descontento de las clases populares contra el atamán y su círculo —formado por nobles, la Starshyna y la jerarquía de la Iglesia ortodoxa—. Este, amenazado, propendió a pactar con los polaco-lituanos, mientras el otro grupo de la rebelión, el de los campesinos y cosacos de a pie, prefería la protección del zar.
La muerte de Jmelnitski el 6 de agosto de 1657 entregó el poder a los partidarios de reconciliarse con la Mancomunidad polaco-lituana, cuyo principal representante fue el nuevo atamán, Iván Vyhovsky, que se hizo con el poder al poco de fallecer Jmelnitski, trar un breve período de mandato del débil Yuri Jmelnitski. La asamblea cosaca de Korsun que en octubre confirmó el cargo de atamán a Vyhovsky también evidenció las diferencias entre los favorables a Rusia y los partidarios de Polonia-Lituania. Vyhovsky firmó una alianza con Suecia ese mismo mes de octubre, que la asamblea cosaca ratificó en febrero de 1658. Sin embargo, ese año se acentuaron las diferencias entre los dos partidos cosacos y la tirantez con Moscú: los prorrusos fueron vencidos en junio y en agosto los propolacos atacaron a las fuerzas moscovitas acuarteladas en Kiev, lo que desencadenó la reacción de Moscú contra Vyhovsky.
Las largas negociaciones con Varsovia concluyeron con la firma y posterior ratificación del Tratado de Hádiach (6 de septiembre de 1658). El acuerdo no acabó, no obstante, con diferencias entre las fracciones cosacas. Si bien el tratado disponía que la Confederación se transformase en una unión tripartita cuyo tercer elemento sería la Rutenia gobernada por Vyhovsky al frente de un ejército de treinta mil cosacos, las conquistas occidentales del atamán quedarían excluidas del nuevo principado. La Iglesia católica se opuso al acuerdo, así como las clases más humildes, que vieron en él un instrumento de la reacción.
Vyhovsky emprendió una campaña contra Rusia y sus aliados cosacos al frente de un ejército de cosacos, polacos y tártaros que terminó debelando al enemigo en la batalla de Konotop en junio. Sin embargo, este triunfo no acabó con los adversarios de Vyhovsky, que lograron que en septiembre Yuri Jmelnitski recobrase el cargo de atamán. Esta fracción, más favorable a Rusia, pactó con esta un nuevo acuerdo menos de menor autonomía en octubre de 1659.